# Pygopleurus rapuzzii
Pygopleurus rapuzzii är en skalbaggsart som beskrevs av Keith och Uliana 2008. Pygopleurus rapuzzii ingår i släktet Pygopleurus och familjen Glaphyridae. Inga underarter finns listade i Catalogue of Life.